# Leandro Becheroni
Leandro Becheroni (Calenzano, 13 luglio 1950 – Calenzano, 30 marzo 2023) è stato un pilota motociclistico italiano.

## Carriera
Il primo successo di rilievo nella sua carriera Becheroni lo ottiene nel 1977, quando con una Bimota SB1 vinse il campionato Italiano juniores nella classe 500. 
Fa il suo esordio nel motomondiale del 1978 in occasione del GP del Venezuela, gara che chiude settimo nella classe 500, ottenendo un piazzamento a punti che gli consente di figurare nella classifica iridata al 22º posto con 4 punti.
Nel 1979 vince il campionato Italiano Seniores nella classe 750, chiudendo al secondo posto tutte e tre le gare disputate in stagione ma senza ottenere una vittoria. Nella stessa stagione è quinto nella classe 500 del campionato nazionale.
Supportato dal Team Italia, vinse la prima edizione del campionato Europeo Velocità della classe 500 nel 1981, chiudendo al primo posto due delle tre gare in calendario, realizzando 42 punti. Con l'ottenimento del titolo Europeo, viene insignito dal CONI con la Medaglia d'argento al valore atletico.
Proprio a seguito della vittoria del titolo continentale, nella stagione successiva e fino al 1986 corre diverse gare nel motomondiale, tutte nella classe 500, senza ottenere però risultati di rilievo, riesce solamente ad eguagliare il suo miglior piazzamento in una gara iridata, chiudendo settimo il GP di San Marino del 1984.
Nello stesso lasso temporale in cui corre nel motomondiale, Becheroni continua a prender parte anche al campionato Italiano, che vince nuovamente nel 1983, in questa circostanza nella classe 500.
A partire dal 1987 limita le sue partecipazioni a gare in ambito nazionale, prendendo parte ad alcune prove come wild card nel motomondiale (ultima presenza al GP delle Nazioni 1988, dove però non riesce a qualificarsi) e nel campionato Europeo (trentottesimo nel 1989, ultima gara corsa a Misano).

## Risultati in gara nel motomondiale
| 1978 | Classe | Moto   |   |  |  |    |  |  |  |  |  |  |  |    |    |  |  | Punti | Pos. |
| ---- | ------ | ------ | - |  |  | -- |  |  |  |  |  |  |  | -- | -- |  |  | ----- | ---- |
| 1978 | 500    | Suzuki | 7 |  |  | NP |  |  |  |  |  |  |  | NE | NE |  |  | 4     | 22º  |

| 1979 | Classe | Moto            |  |  |  |     |  |  |  |  |  |  |  |    |     |  |  | Punti | Pos. |
| ---- | ------ | --------------- |  |  |  | --- |  |  |  |  |  |  |  | -- | --- |  |  | ----- | ---- |
| 1979 | 500    | Yamaha e Suzuki |  |  |  | Rit |  |  |  |  |  |  |  | NE | Rit |  |  | 0     |      |

| 1981 | Classe | Moto   |    |  |  |    |  |    |  |  |  |  |  |  |  |    |  | Punti | Pos. |
| ---- | ------ | ------ | -- |  |  | -- |  | -- |  |  |  |  |  |  |  | -- |  | ----- | ---- |
| 1981 | 500    | Suzuki | NE |  |  | 11 |  | NE |  |  |  |  |  |  |  | NE |  | 0     |      |

| 1982 | Classe | Moto   |  |   |     |  |   |    |    |    |   |  |    |    |   |     |  | Punti | Pos. |
| ---- | ------ | ------ |  | - | --- |  | - | -- | -- | -- | - |  | -- | -- | - | --- |  | ----- | ---- |
| 1982 | 500    | Suzuki |  | 8 | Rit |  | 8 | 27 | 18 | 21 | 9 |  | NE | NE | 8 | Rit |  | 11    | 19º  |

| 1983 | Classe | Moto   |     |     |    |    |    |    |    |  |  |     |    |    |  |  |  | Punti | Pos. |
| ---- | ------ | ------ | --- | --- | -- | -- | -- | -- | -- |  |  | --- | -- | -- |  |  |  | ----- | ---- |
| 1983 | 500    | Suzuki | Rit | Rit | 22 | 12 | NP | 24 | NP |  |  | Rit | 18 | 11 |  |  |  | 0     |      |

| 1984 | Classe | Moto   |  |     |     |     |    |    |     |    |     |     |     |   |  |  |  | Punti | Pos. |
| ---- | ------ | ------ |  | --- | --- | --- | -- | -- | --- | -- | --- | --- | --- | - |  |  |  | ----- | ---- |
| 1984 | 500    | Suzuki |  | Rit | Rit | Rit | 15 | 21 | Rit | 20 | Rit | Rit | Rit | 7 |  |  |  | 4     | 20º  |

| 1985 | Classe | Moto   |  |  |  |    |  |    |  |  |  |  |  |    |  |  |  | Punti | Pos. |
| ---- | ------ | ------ |  |  |  | -- |  | -- |  |  |  |  |  | -- |  |  |  | ----- | ---- |
| 1985 | 500    | Suzuki |  |  |  | 19 |  | 27 |  |  |  |  |  | 16 |  |  |  | 0     |      |

| 1986 | Classe | Moto           |     |     |  |    |    |  |     |     |  |  |    |    |  |  |  | Punti | Pos. |
| ---- | ------ | -------------- | --- | --- |  | -- | -- |  | --- | --- |  |  | -- | -- |  |  |  | ----- | ---- |
| 1986 | 500    | Suzuki e Honda | Rit | Rit |  | 20 | 24 |  | Rit | Rit |  |  | 12 | NE |  |  |  | 0     |      |

| 1987 | Classe | Moto  |  |  |  |    |  |  |  |  |  |  |  |     |  |  |  | Punti | Pos. |
| ---- | ------ | ----- |  |  |  | -- |  |  |  |  |  |  |  | --- |  |  |  | ----- | ---- |
| 1987 | 500    | Honda |  |  |  | NQ |  |  |  |  |  |  |  | Rit |  |  |  | 0     |      |

| 1988 | Classe | Moto  |  |  |  |  |    |  |  |  |  |  |  |  |  |  |  | Punti | Pos. |
| ---- | ------ | ----- |  |  |  |  | -- |  |  |  |  |  |  |  |  |  |  | ----- | ---- |
| 1988 | 500    | Honda |  |  |  |  | NQ |  |  |  |  |  |  |  |  |  |  | 0     |      |

| Legenda | 1º posto        | 2º posto            | 3º posto            | A punti      | Senza punti        | Grassetto – Pole position Corsivo – Giro più veloce |
| Legenda | Gara non valida | Non qual./Non part. | Ritirato/Non class. | Squalificato | '-' Dato non disp. | Grassetto – Pole position Corsivo – Giro più veloce |